# Oswald Schiefer
Oswald Schiefer (* 11. Juli 1950 in Kurtatsch) ist ein Südtiroler Politiker.

## Leben
Schiefer, Mitglied der Südtiroler Volkspartei (SVP), war von 1980 bis 2010 Bürgermeister seiner Heimatgemeinde Kurtatsch. Von 1991 bis 2013 leitete er als Präsident die Bezirksgemeinschaft Überetsch-Unterland. 2010 übernahm er als Nachfolger Oskar Peterlinis die Obmannschaft im SVP-Bezirk Unterland.
Bei den Landtagswahlen 2013 bewarb sich Schiefer als Vertreter des Unterlands um ein Mandat für den Südtiroler Landtag und damit gleichzeitig den Regionalrat Trentino-Südtirol, das er sich schließlich mit 6.919 Vorzugsstimmen sichern konnte. Er hatte in der konstituierenden Sitzung des Landtags am 22. November 2013 als dessen ältestes Mitglied den Vorsitz inne. Nach der Wahl von Dieter Steger in den Senat übernahm er im April 2018 die Rolle des Fraktionssprechers seiner Partei. Im Rahmen der Landtagswahlen 2018 verpasste er mit 5.511 Vorzugsstimmen eine Wiederwahl. Von 2020 bis 2025 war er nochmals Bürgermeister von Kurtatsch.